# ホーマー・ワトソン
ホーマー・ワトソン（Homer Watson RCA、1855年1月14日 - 1936年3月30日）は、カナダの画家。風景画を描いた。1918年から1922年までカナダ王立美術アカデミー(the Royal Canadian Academy of Arts )の会長を務めた。

## 略歴
現在はオンタリオ州キッチナーの一部となった Doonで生まれた。父親は製粉所の経営者であったがワトソンが6歳の時に亡くなった。画家になる決意をして1874年にトロントに移り、トロントの師範学校にある絵を模写して、絵の修行をした。トロントではルーシャス・リチャード・オブライエン(1832-1899)やホレイショ・ウォーカー(1858-1938)といった画家たちと知り合い、風景画家になるジョン・アーサー・フレーザーが経営する写真スタジオでも働いた。
1876年にはニューヨークに旅し、ハドソン・リバー派の画家、ジョージ・イネス(1825-1894)と知り合った。ハドソン・リバー派の画家たちから影響を受け、ハドソン川やサスケハナ川、アディロンダック山脈の風景を描いた。
1880年にワトソンの作品は、カナダの総督になったローン侯爵にカナダでの美術館創設のために買い上げられた。その年カナダ王立美術アカデミーの最初の展覧会が開かれ、ワトソンも作品を出展し、アカデミーの会員に選ばれた。
1881年に結婚し、故郷の Doonに戻り、近郊の風景を描いた。1887年から4年間、ロンドンに滞在し、ロンドンでも画家として評価された。
1907年にウィリアム・ブリムナーらと新しい美術家団体、カナディアン・アート・クラブ(Canadian Art Club)を設立し、初代会長になり1911年まで会長を続けた。1918年から1922年までカナダ王立美術アカデミーの会長を務めた。

## 作品

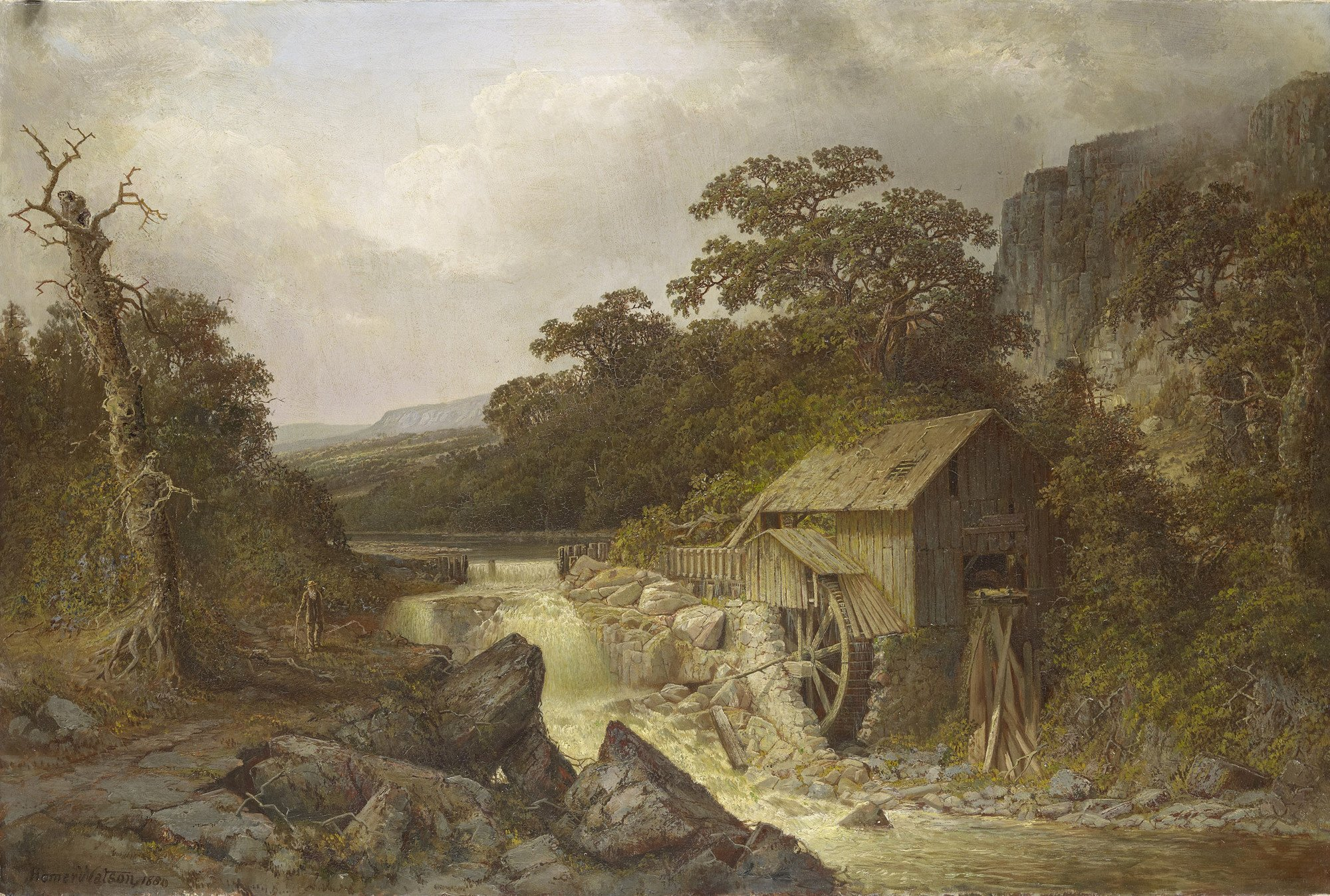
開拓民の水車小屋（1880) ロイヤル・コレクション
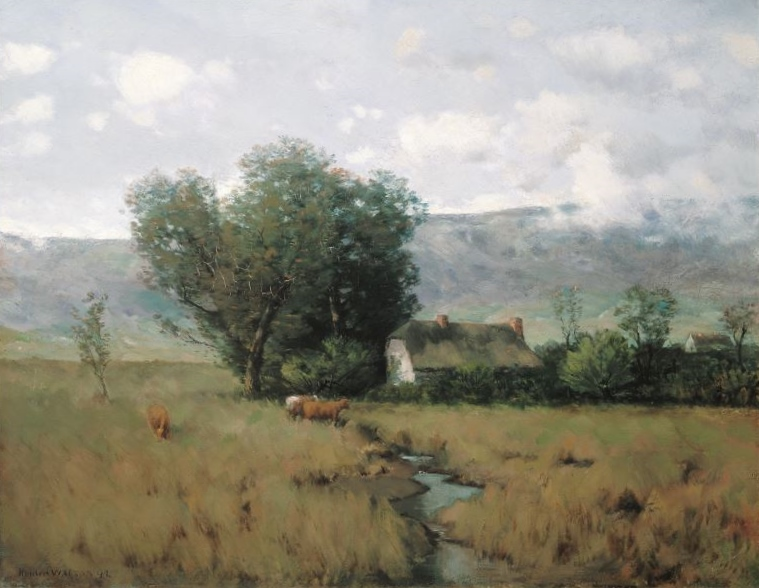
The Lothian Hills　(1892)
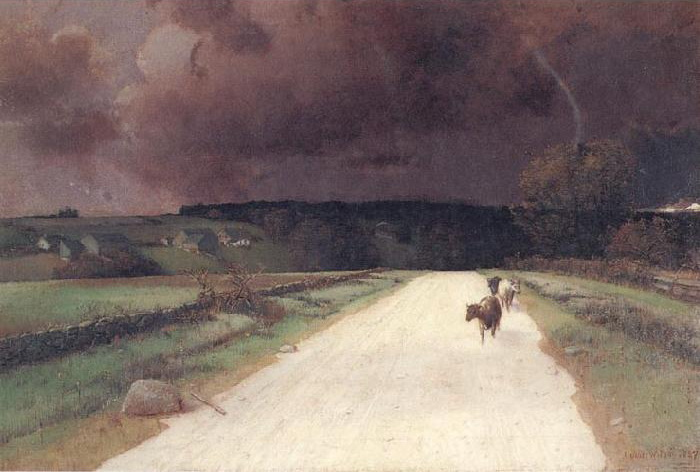
嵐の前
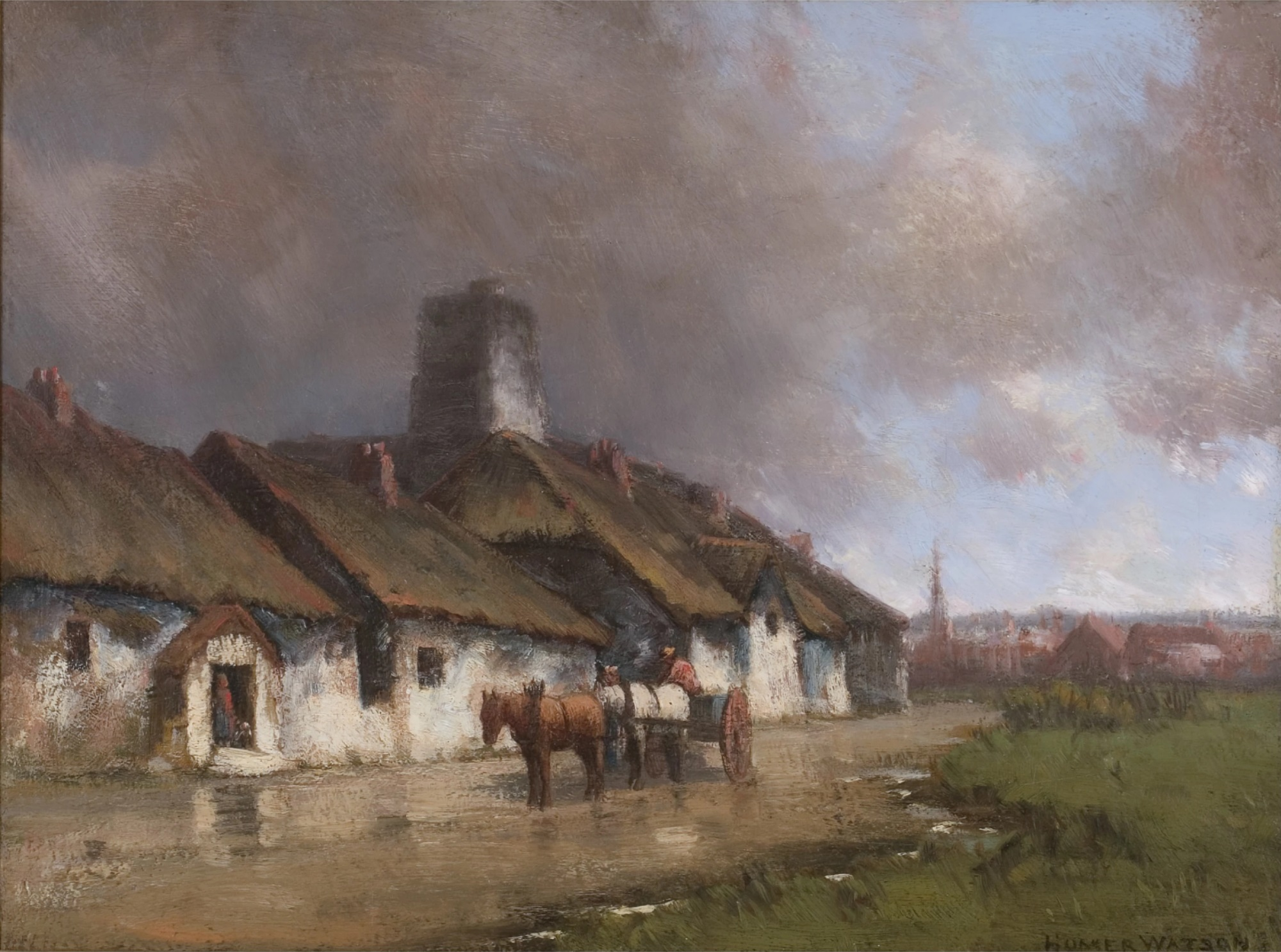
荒天の下の農家と馬車
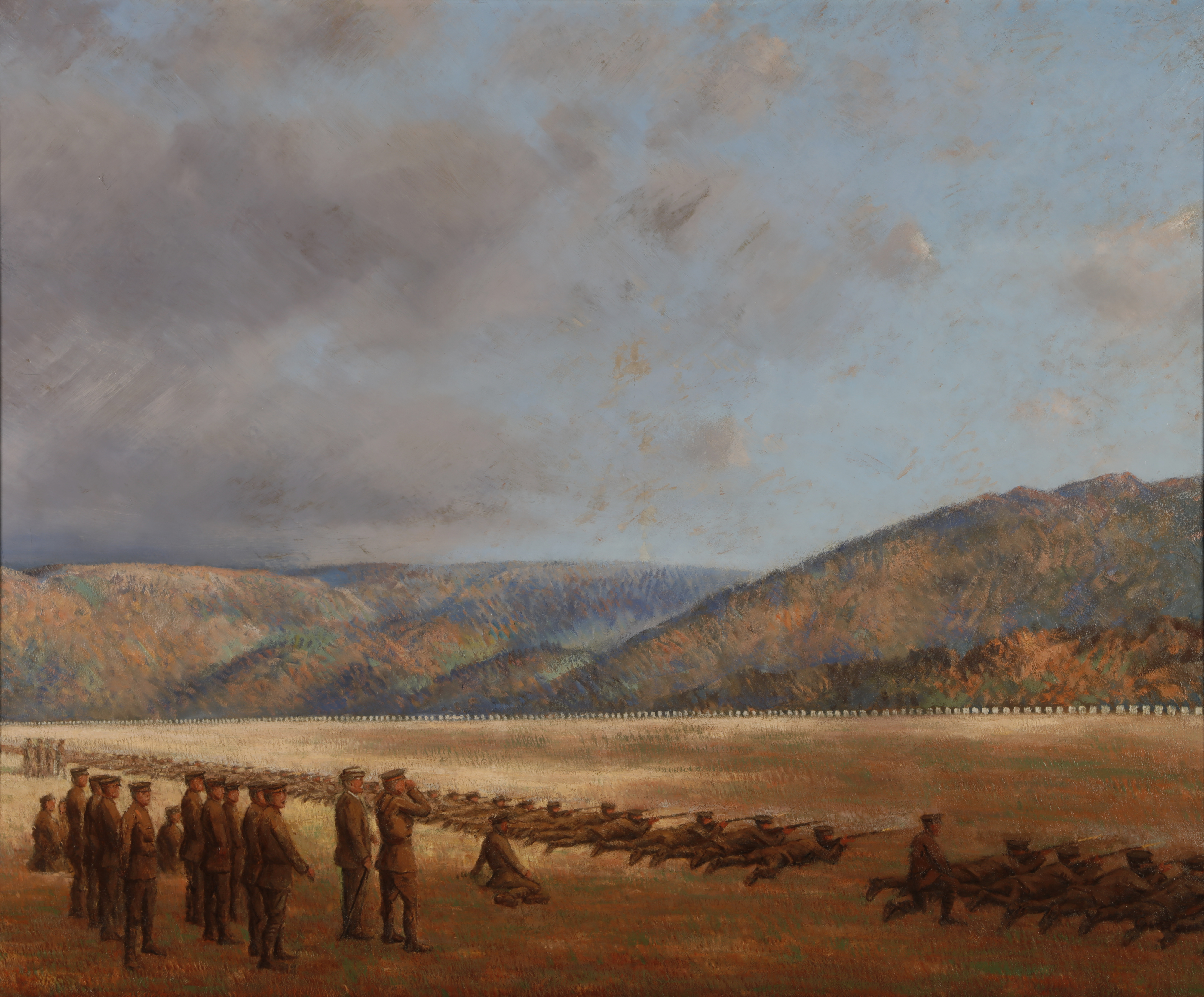
夜明けの軍キャンプ (1918) カナダ戦争博物館
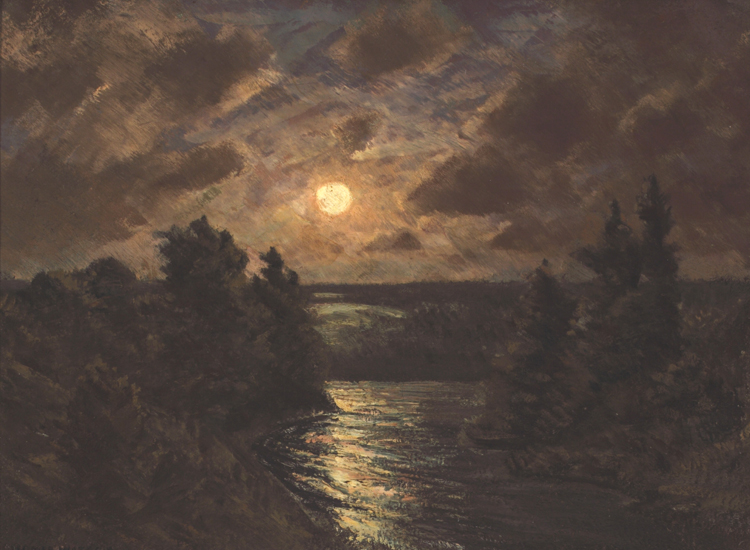
月明りのグランド川